# Jørgen Jensen (lottatore)
Jørgen Christian Jensen (Copenaghen, 2 giugno 1939 – Copenaghen, 12 marzo 1995) è stato un lottatore danese, specializzato nella lotta greco-romana.

## Biografia
Rappresentò la Danimarca alle Olimpiadi di Roma 1960, dove fu eliminato al secondo turno del torneo dei pesi mosca, a seguito delle sconfitte contro il lottatore della Repubblica Araba Unita Osman El-Sayed e il polacco Stefan Hajduk.
Ebbe la stessa sorte quattro anni più tardi, ai Giochi olimpici estivi di Tokyo 1964 nella stessa categoria, in cui fu estromesso dopo aver perso contro il rumeno Dumitru Pârvulescu, campione olimpico in carica, e il bulgaro Angel Kerezov, che poi chiuse la rassegna al secondo posto.

## Palmarès
| Anno | Manifestazione  | Sede  | Evento              | Risultato | Note |
| ---- | --------------- | ----- | ------------------- | --------- | ---- |
| 1960 | Giochi olimpici | Roma  | Pesi mosca (-52 kg) | 14º       |      |
| 1964 | Giochi olimpici | Tokyo | Pesi mosca (-52 kg) | 12º       |      |